# Peter C. Doherty
Peter Charles Doherty (született Brisbane, 1940. október 15.) ausztrál állatorvos, immunológus. 1996-ban Rolf M. Zinkernagellel közösen orvostudományi Nobel-díjban részesült annak felfedezéséért, miképp ismerik fel az immunrendszer T-sejtjei a vírusokat és baktériumokat. 

## Tanulmányai
Peter C. Doherty 1940. október 15-én született az ausztráliai Brisbane-ben Eric Doherty telefonszerelő és felesége, Linda Byford zongoratanárnő gyermekeként. A helyi iskolákba járt, ahol kosárlabdázott és az általános oktatás mellé kadétkiképzést is kapott. Bár hajlott az irodalom és történelem felé, a család anyagi helyzete miatt szakmát akart tanulni és végül 17 évesen egy unokatestvére hatására (aki vírusok epidemiológiájával foglalkozott) a Queenslandi Egyetem állatorvosi szakára jelentkezett. 1962-ben BSc, 1966-ban pedig mesterdiplomát szerzett és közben elvégezte az állam mezőgazdasági minisztériuma által előírt vidéki állatorvosi és laboratóriumi gyakorlatokat is. Ezalatt rájött, hogy a laboratóriumi kísérletek érdeklik igazán és PhD-kurzust keresett. Ausztráliában nem talált megfelelő helyet, ahová felvették volna, ezért megpályázott egy állást az edinburghi Moredun Kutatóintézetben. Az intézeti munkája különféle állatbetegségek kórokozóinak immunológiai teszteléséből állt, és emellett az Edinburgh-i Egyetemen 1970-re megszerezte a doktori fokozatot is. 

## Munkássága
Doherty 1971 decemberében visszatért Ausztráliába, a canberrai Ausztrál Nemzeti Egyetemre, ahol kutatói állást ajánlottak neki. Előbb az egerek Semliki Forest-vírus fertőzését tanulmányozta, majd áttért a limfocitás choriomeningitisz vírusra (LCMV), amely alkalmasabb volt az immunanalízisre. 1973-ban ismerkedett meg a Rolf Zinkernagellel, mikor az újonnan érkezett svájci kutatót helyhiány miatt a laboratóriumába költöztették. Doherty és Zinkernagel közös programba kezdett és azt kezdték kutatni, miképp ismerik fel az immunrendszer "ölősejtjei", a T-sejtek, hogy melyik vírusfertőzte sejtet kell elpusztítaniuk. Korábban is feltételezték, hogy a kórokozók elleni védelem hasonló folyamat lehet, mint a szervátültetések során létrejövő kilökődési reakció, amelyben szintén a T-sejtek játsszák a fő szerepet. A kutatók meglepetésére azonban kiderült, hogy a szöveti azonosításért felelős felszíni fő hisztokompatibilitási komplex (major histocompatibility complex, MHC) a vírusfertőzött sejtek és a T-sejtek esetében azonos volt (míg idegen szervek esetében különböző, ez váltja ki a kilökődést). Kiderítették, hogy az MHC molekulák mellé a megfertőzött sejt "prezentálja" a kórokozó valamelyik fehérjéjét és a kettő komplexumát ismerik fel a T-limfociták és az ilyen sejteket eliminálják. A felfedezés hamarosan gyakorlati felhasználásra a talált a transzplantációknál, vakcinák kifejlesztésénél, autoimmun betegségek kutatásánál és infekciók elleni gyógyszerek fejlesztésénél.
Doherty 1975-től az Egyesült Államokban, a philadelphiai Pennsylvaniai Egyetemen dolgozott immunológiai adjunktusként egészen 1982-ig, amikor visszatért Canberrába mint a kísérletes patológia professzora. 1988-ban felajánlották neki a Tennessee-i Egyetem immunológiai tanszékének vezetését. Itteni kutatásai főleg az Epstein-Barr vírusra és tumort okozó vírusokra irányult. 

## Elismerései
Peter Doherty és Rolf Zinkernagel immunológiai kutatásaikért 1996-ban orvostudományi Nobel-díjban részesültek. Dohertyt ezenkívül kitüntették a német Paul Ehrlich-díjjal (1983), a Gairdner Alapítvány Nemzetközi Díjával (1986) és az Albert Lasker-díjjal (1995).

## Családja
Peter Doherty egyetemista korában ismerkedett meg a mikrobiológiát hallgató Penny Stephens-szel. 1965-ben összeházasodtak és két fiuk született, James és Michael.

## Ismeretterjesztő művei
Doherty tudományos közleményei mellett ismeretterjesztő műveket is ír: 
- The Beginner's Guide to Winning the Nobel Prize (2005)
- A Light History of Hot Air (2007)
- Sentinel Chickens (2012)
- The Knowledge Wars (2015)